# كاستور كانتيرو
كاستور كانتيرو (بالإسبانية: Castor Cantero)‏ مواليد 12 يناير 1918 في باراغواي، هو لاعب كرة قدم باراغواياني سابق كان يلعب في مركز الوسط. سبق له أن لعب في كأس العالم لكرة القدم مع منتخب بلاده.

## روابط خارجية
- كاستور كانتيرو على موقع الاتحاد الدولي (مؤرشف)  (الإنجليزية)
- كاستور كانتيرو على موقع قاعدة بيانات كرة القدم.إي يو (الإنجليزية)
- كاستور كانتيرو على موقع ناشيونال فوتبول تيمز (الإنجليزية)
- كاستور كانتيرو على موقع Soccerway.com (الإنجليزية)
- كاستور كانتيرو على موقع عالم كرة القدم.نت (الإنجليزية)